# Condado de Augustów
Nota linguística: Não confundir powiat (divisão administrativa) com hrabstwo (condado)..
O powiat de Augustów (polaco: powiat augustowski) é uma subdivisão administrativa da voivodia da Podláquia, na Polónia. A sede é a cidade de Augustów. Estende-se por uma área de 1658,27 km², com 58 995 habitantes, segundo os censos de 2006 GUS, com uma densidade 36 hab/km².

## Divisões admistrativas
O powiat de Augustów possui:
Comunas urbanas: Augustów
Comunas urbana-rurais: Lipsk
Comunas rurais: Augustów, Bargłów Kościelny, Nowinka, Płaska, Sztabin
Cidades: Augustów, Lipsk

## Demografia
População (dados de 30 de Junho de 2005):
|          | Total   | Total | Mulheres | Mulheres | Homens  | Homens |
| -------- | ------- | ----- | -------- | -------- | ------- | ------ |
|          | pessoas | %     | pessoas  | %        | pessoas | %      |
| Total    | 59 025  | 100   | 30 056   | 50,9     | 28 969  | 49,1   |
| Cidades  | 32 508  | 100   | 17 159   | 52,8     | 15 349  | 47,2   |
| Povoados | 26 517  | 100   | 12 897   | 48,6     | 13 620  | 51,4   |